# Santuario della Madonna della Neve al Gaggio
Il santuario della Madonna della Neve al Gaggio è un edificio sacro che si trova in località Il Gaggio a Podenzana.

## Storia
Venne edificato verso la fine del Seicento; nel 1702 era già in rovina, tuttavia il forte culto che attirava lì pellegrini da molte parti della Lunigiana ne determinò la ripresa.
Il toponimo (che deriva da ga haga) è antico ed evoca strutture di insediamento longobardo nel territorio della Lunigiana; appare infatti già citato nella dotazione di Adalberto di Toscana all'abbazia di San Caprasio nell'884. Qui la tradizione popolare vuole che attorno ad un secolare castagno sia apparsa la Madonna o si sia rinvenuta una sua immagine miracolosa. Ciò che resta del sacro castagno è ancora conservato nel Santuario: lo si dovette proteggere perché i devoti usavano portare con sé una sua reliquia.
La presenza di un oratorio dove si venera la Madonna con gran concorso di popolo (che parla di numerose grazie) è ricordato nella visita pastorale della prima metà del 1600. Nel 1615 i Malaspina offrono alla chiesa un'acquasantiera ancora esistente. A fine 1500 risultano agli atti donazioni di terre alla Madonna "de Gagio". La leggenda di fondazione riferisce di un boscaiolo eretico bestemmiatore che nel colpire un castagno udì la voce della Madonna che, apparsa sul castagno e ferita, gli diceva: "perché mi fai male ?". Convertitosi, sul luogo dell'apparizione, attorno al castagno, sorsero l'altare e il santuario. Il frammento di castagno fu ritrovato nella prima metà del 1900, aprendo- su richiesta del vescovo- una breccia nel muro dell'altare. Il legno, protetto dal vetro, è visibile dietro l'altare e davanti ad esso sfilano i pellegrini che giungono a decine il cinque agosto.
L'immagine dipinta, di fattura popolare, è stata restaurata frettolosamente cancellando le tracce di sangue che correttamente (secondo la tradizione) erano state dipinte nel passato. L'iconografia riproduce la Vergine con Bambino di una bella pala marmorea quattrocentesca conservata nel castello Malaspina e commissionata dagli "huomini di Podenzana". Non è escluso che questa icona marmorea fosse stata in origine proprio all'interno dell'oratorio: non si spiega la sua attuale collocazione all'interno del castello Malaspina, essendo i committenti i capifamiglia di Podenzana.